# Johann Remichius Berentz
Pour les articles homonymes, voir Berentz.
Johann Remichius Berentz est un orfèvre actif à Strasbourg au XVIIIe siècle.

## Biographie

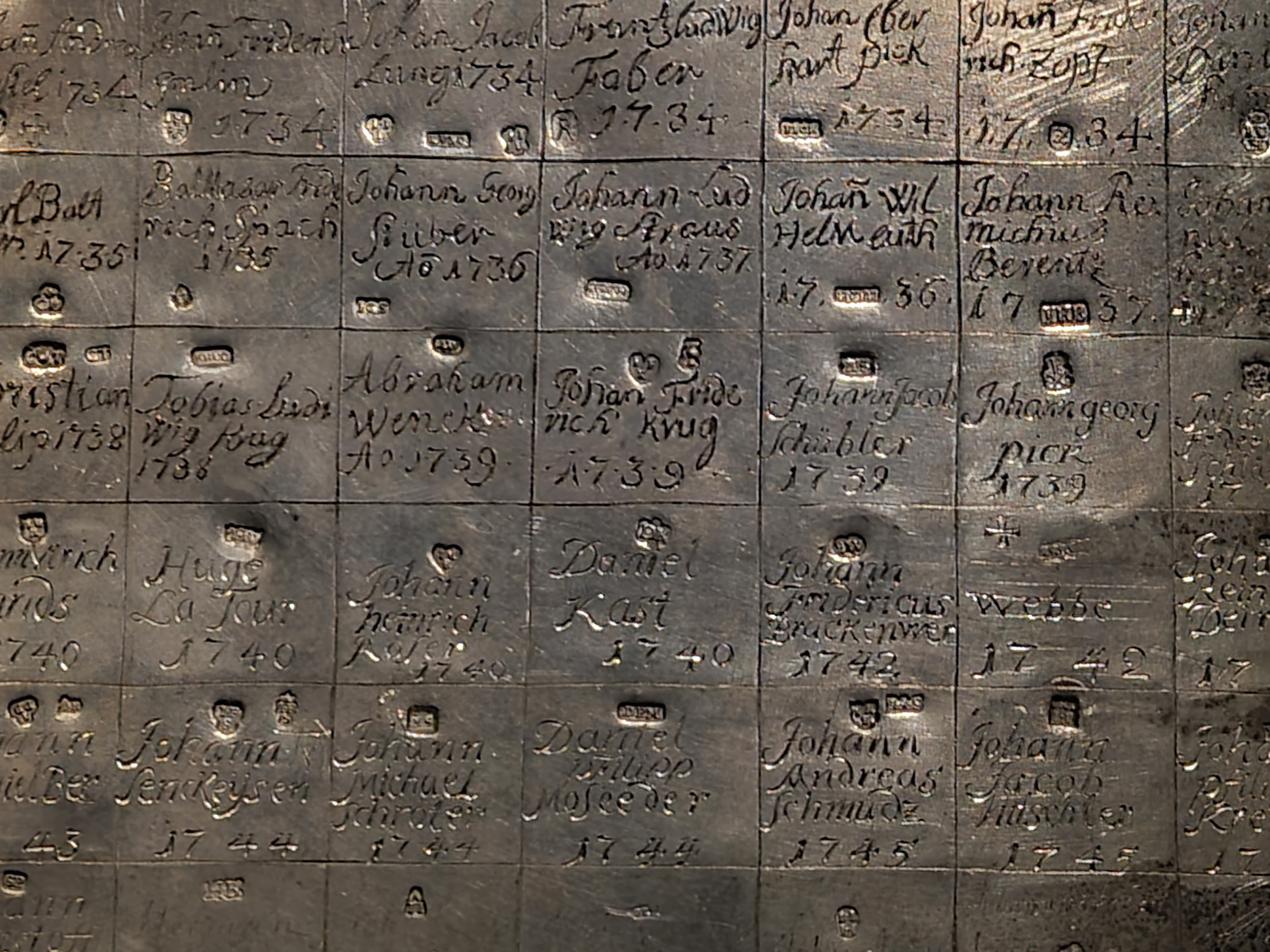
Johann Remichius Berentz sur la table d'insculpation IV des poinçons d'orfèvres strasbourgeois (bord supérieur à droite).
Musée historique de Strasbourg

Il est reçu maître en 1737.

## Œuvre

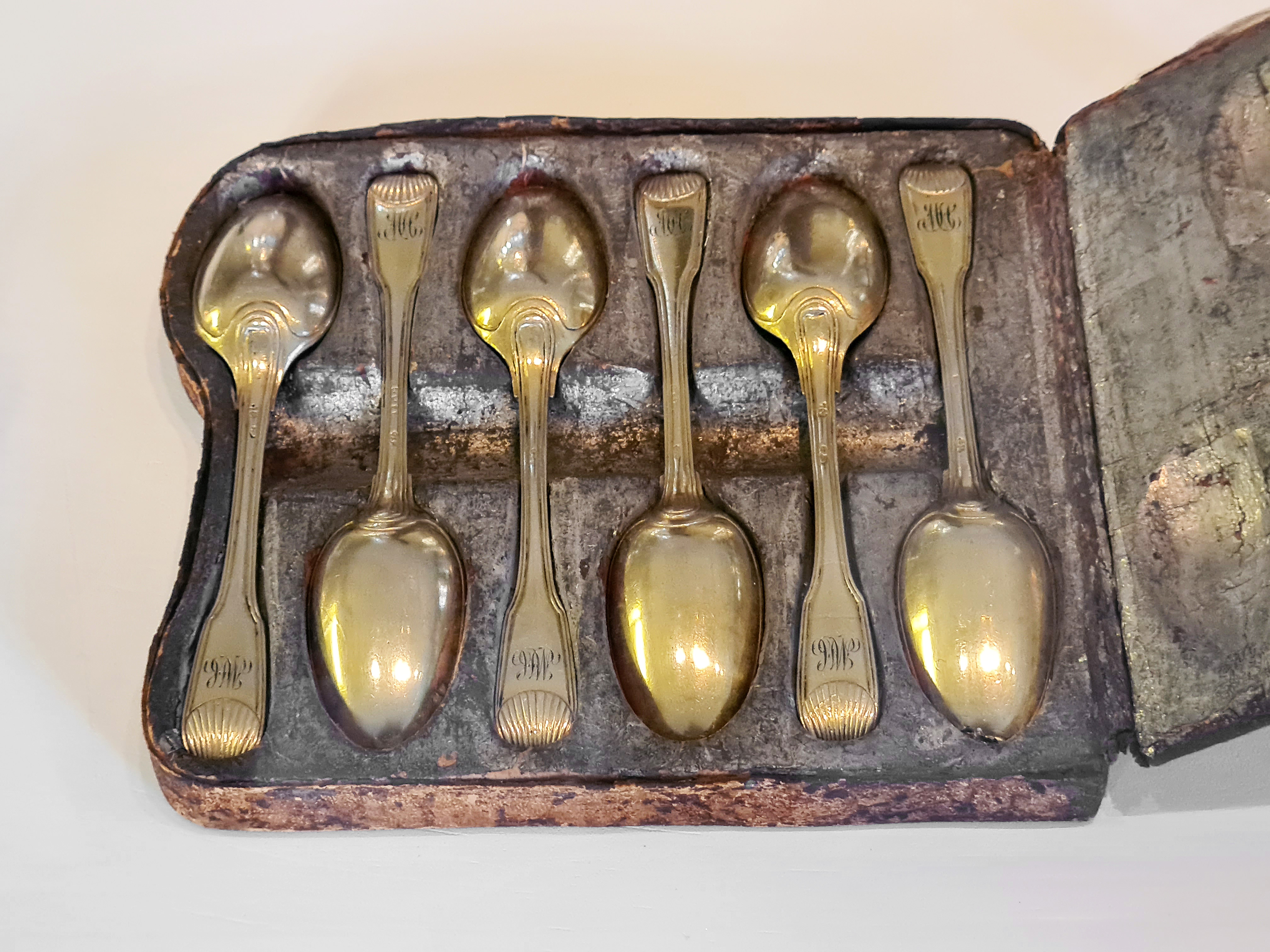
Ensemble de six cuillers à café.
Musée des Arts décoratifs de Strasbourg

Le musée des Arts décoratifs de Strasbourg détient de lui, en collaboration avec Johann Jacob Hauser (maître en 1723), un ensemble de six cuillers à café en argent doré du deuxième quart du XVIIIe siècle. Le gainage est en maroquin doublé de daim recouvert postérieurement d'une feuille d'étain.